# Reverenda

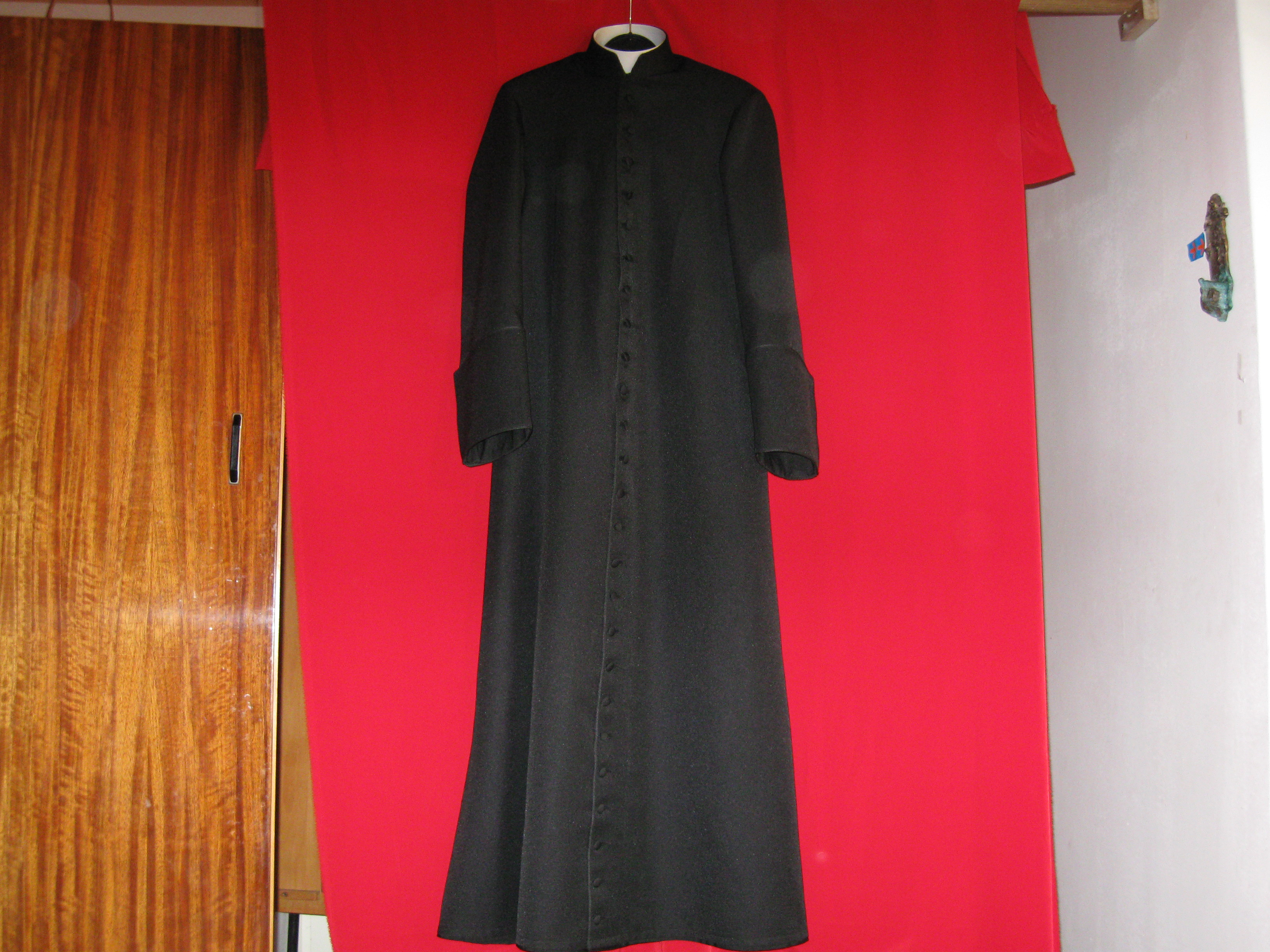
Reverenda

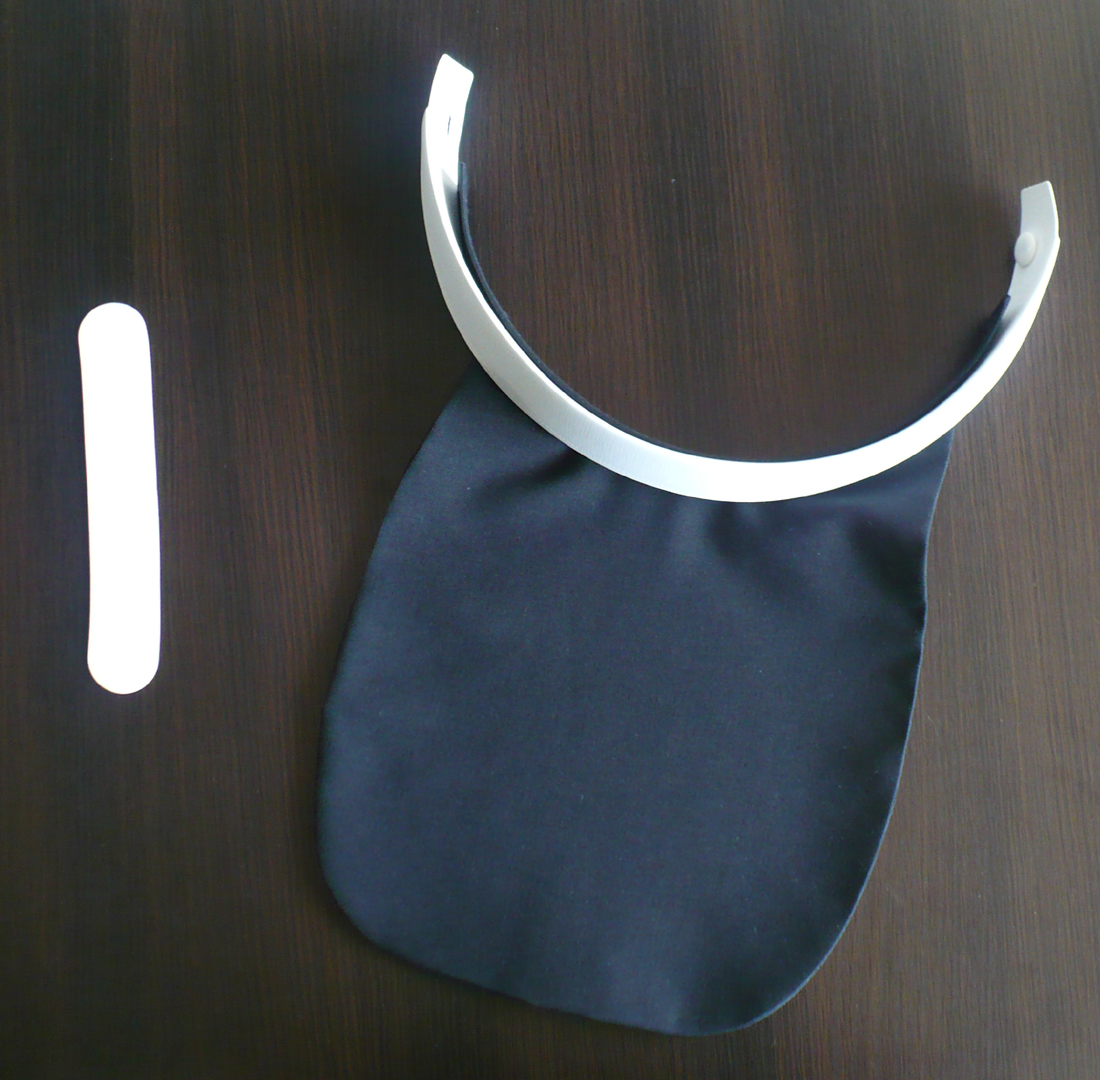
Kolláré

A reverenda (vestis reverenda - a latin revereor, 'tisztel' igéből) egy tiszteletreméltó ruha, az egyházmegyés klérus hivatalos liturgián kívüli, mindennapi viselete. Általános formája egy hosszú ujjú kézelővel, oldalt két zsebbel ellátott, bokáig érő, elöl végiggombos ruhadarab. Általában 33 gomb van rajtuk, Jézus életéveire utalva, de vannak olyan szerzetesrendek, ahol ez nem teljesül (pl. a bencéseknél csak pár gomb van felül). Ha cingulummal viselik, akkor derékban szűk, ha anélkül, lefelé folyamatosan bővül. Anyaga szövet. 
A nyakra a reverenda alá kör formájú fehér kollárét vesznek fel. A reverenda ezt nem engedi látni, csak egy V alakú háromszöget vagy egy téglalap alakú kivágást.
A kispapok reverendájának színe a második vatikáni zsinatig (1962–65) vörös vagy kék lehetett, ma ők is feketét hordanak. A felszentelt papok reverendája fekete, illetve a hierarchiában elfoglalt helyüktől függ.
A rangjelzések ezek:
| Pap (rang) | reverenda szegélye | öv (cingulus) | gallér     | birétum    |
| ---------- | ------------------ | ------------- | ---------- | ---------- |
| pap        | fekete             | fekete        | fekete     | fekete     |
| püspök     | püspöklila         | püspöklila    | püspöklila | püspöklila |
| érsek      | lila               | lila          | lila       | lila       |
| bíboros    | piros              | piros         | piros      | piros      |
| pápa       | fehér              | fehér         | fehér      | fehér      |